# Eleutherodactylus jasperi
Eleutherodactylus jasperi је водоземац из реда жаба (Anura) и фамилије Eleutherodactylidae.

## Угроженост
Ова врста је крајње угрожена и у великој опасности од изумирања.

## Распрострањење
Ареал врсте је ограничен на једну државу. 
Порторико је једино познато природно станиште врсте.

## Станиште
Станиште врсте су шуме.